# Sainte Madeleine (Metsys)
Pour les articles homonymes, voir Marie-Madeleine.
Sainte Madeleine est un tableau réalisé par le peintre flamand Quentin Metsys entre 1500 et 1535. De format vertical, cette peinture à l'huile exécutée sur bois de chêne est une peinture chrétienne qui représente Marie Madeleine devant un paysage. Vêtue d'une robe rouge au col bordé de fourrure, la jeune femme y figure à mi-corps derrière un parapet qu'encadrent deux colonnettes. Y est posé un vase à parfum qu'elle ouvre le regard ailleurs : son attribut. Achetée en 2006, l'œuvre est conservée au musée du Louvre, à Paris, en France.

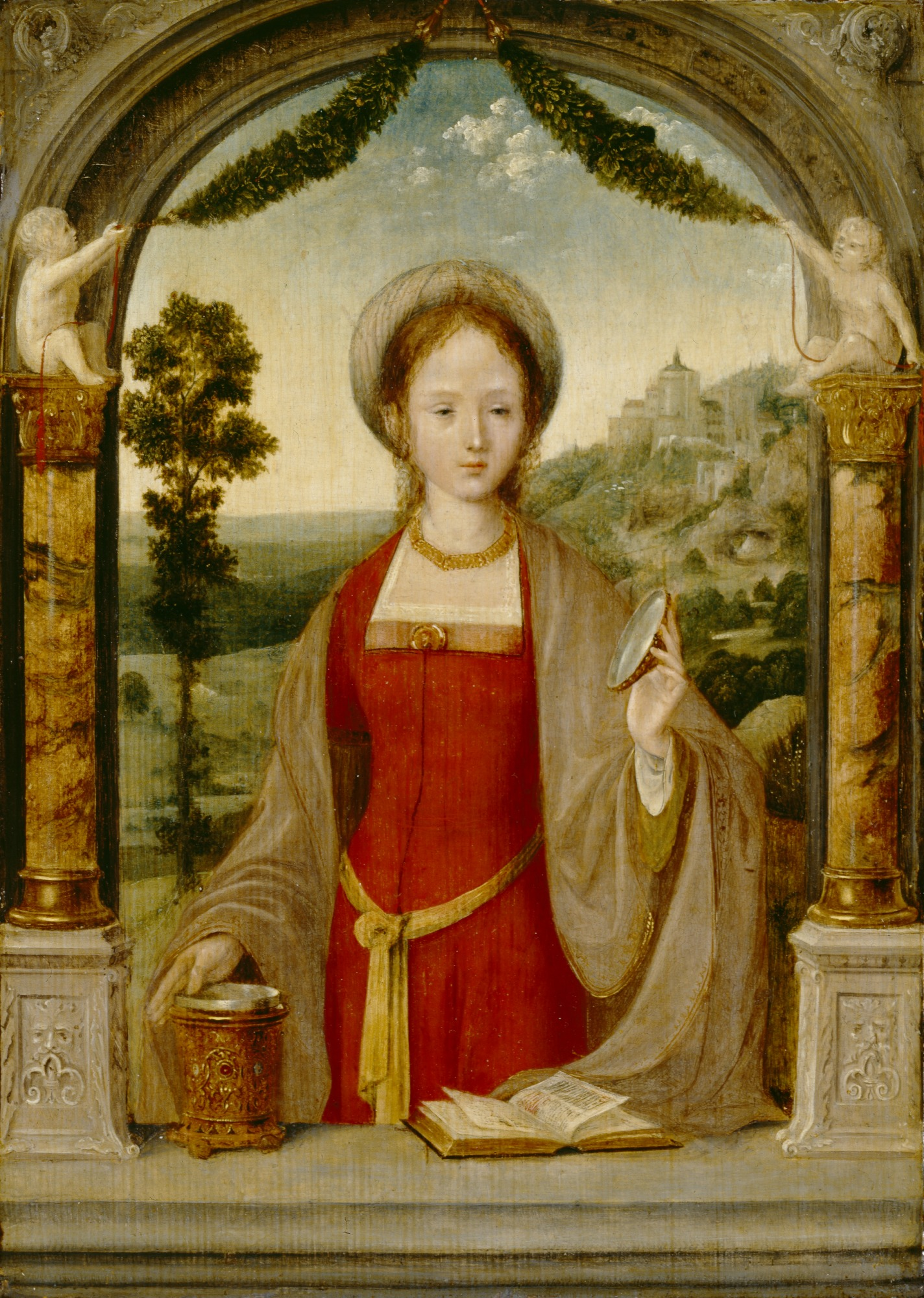
Marie Madeleine, XVe siècle ou XVIe siècle – Detroit Institute of Arts, Détroit.
Sainte Marie Madeleine, 1514-1524 – Musée royal des Beaux-Arts d'Anvers, Anvers.